# Bernhard Rein
Bernhard Rein (ur. 7 listopada?/19 listopada 1897 w Tallinnie, Imperium Rosyjskie, zm. 9 listopada 1976 w Eskilstuna, Szwecja) – estoński piłkarz, grający na pozycji obrońcy, trener piłkarski.

## Kariera piłkarska

### Kariera klubowa
W 1922 rozpoczął karierę piłkarską w klubie Tallinna Sport. W 1927 przeszedł do Tallinna JK, w którym występował do 1931.

### Kariera reprezentacyjna
W latach 1922–1931 bronił barw narodowej reprezentacji Estonii. W 1924 roku brał udział w turnieju piłkarskim na letnich igrzyskach olimpijskich w Paryżu. W swojej międzynarodowej karierze 19 razy był kapitanem piłkarskiej reprezentacji Estonii.

## Kariera trenerska
Od 1937 do 1938 prowadził reprezentację Estonii w 16 międzynarodowych meczach.
Po okupacji radzieckiej Estonii Rein wyemigrował w 1944 roku do Szwecji.

## Sukcesy i odznaczenia

### Sukcesy piłkarskie
- mistrz Estonii: 1921, 1922, 1924, 1925, 1927, 1928

### Sukcesy trenerskie
- zdobywca Baltic Cup: 1938